# 陳如綸
陳如綸（1499年—？），字德宣，号午江，一号二余，直隸太倉衛軍籍，浙江黄岩县人，明朝官员、学者。

## 生平
本姓許。嘉靖七年（1528年）戊子科應天府鄉試第五十九名舉人，十一年（1532年）壬辰科三甲七十三名进士。兵部觀政，授福建侯官县知县。舉卓異，擢刑部主事，員外郎，江西僉事，官至福建布政使司参议，所至以清介著称。

## 家族
曾祖陳鼐，壽官；祖陳章；父陳玘；母王氏。

## 著作
陳如綸工詩文，有《冰玉堂缀逸稿》、《兰舟漫稿》。